# You Made My Dawn
You Made My Dawn è il sesto EP del gruppo musicale sudcoreano Seventeen, pubblicato nel 2022.

## Tracce
1. Good to Me – 3:09
2. Home – 3:23
3. Hug (포옹) (Vocal unit) – 2:39
4. Chilli (칠리) (Hip-Hop unit) – 3:03
5. Shhh (Performance unit) – 3:06
6. Getting Closer (숨이 차) – 3:03